# Portal de la Floristeria
El Portal de la Floristeria és un portal del municipi de Reus (Baix Camp) inclòs en l'Inventari del Patrimoni Arquitectònic de Catalunya com a Bé Cultural d'Interès Local.

## Descripció
Es tracta del portal d'un edifici de la plaça del Mercadal, situat al porxos de la banda oest, que es perllonguen per tot aquell costat de la plaça, en una casa del segle xviii o anterior, actualment restaurada. Els baixos de la casa estan destinats a ús comercial. El portal és un aparador i una botiga dedicada al comerç de flors. Aquest portal és allindanat, fet de maçoneria deixada a la vista que a la llinda hi té un escut en relleu amb el nom "Valls", que se suposa que era el de l'amo de la casa. L'obertura està tapada amb vidre que permet veure'n l'interior.